# Чемпионат мира по шоссейным велогонкам 2014 — командная гонка (мужчины)
Командная гонка на время с раздельным стартом у мужчин на чемпионате мира по шоссейным велогонкам 2014 года прошла 21 сентября в испанской Понферраде, в которой располагались как старт, так и финиш гонки. В отличие от остальных гонок чемпионата в командной гонке гонщики выступали не за национальные команды, а в составе своих профессиональных команд.
Звание чемпионов мира завоевали гонщики американской команды BMC Racing Team. Победители двух предыдущих чемпионатов — гонщики бельгийской Omega Pharma-Quick Step завоевали бронзовые медали. Словацкий гонщик Петер Велитс, ранее выступавший в Omega Pharma-Quick Step стал трёхкратным чемпионом мира в командной гонке.

## Маршрут
Рельеф на дистанции гонки в основном равнинный. Первые 12 километров гонки шли преимущественно под спуск. После этого начинался плавный подъём, за которым следовали несколько холмов, максимальный градиент на которых составлял 10 %.
Вторая часть дистанции также имела небольшой положительный градиент. Ближе к финишу участников ожидал двухкилометровый подъём с максимальным градиентом 8 %. После его прохождения начинался короткий спуск к финишу.

## Результаты
| Rank | Team                        | Riders | Time          |
| ---- | --------------------------- | --- | ------------- |
| 1    | BMC Racing Team             | Роан Деннис (AUS) Сильвен Дийе (SUI) Даниэль Осс (ITA) Мануэль Квинцато (ITA) Тиджей ван Гардерен (USA) Петер Велиц (SVK)                | 1ч 03' 29.85" |
| 2    | Orica GreenEDGE             | Люк Дарбридж (AUS) Майкл Хепбёрн (AUS) Дамьен Хоусон (AUS) Бретт Ланкастер (AUS) Йенс Маурис (NED) Свейн Тафт (CAN)                      | + 31.84"      |
| 3    | Omega Pharma-Quick Step     | Том Бонен (BEL) Михал Квятковский (POL) Тони Мартин (GER) Питер Серри (BEL) Ники Терпстра (NED) Жульен Вермот (BEL)                      | + 35.22"      |
| 4    | Team Sky                    | Дарио Катальдо (ITA) Василий Кириенко (BLR) Сальваторе Пуччо (ITA) Константин Сивцов (BLR) Джерант Томас (GBR) Брэдли Виггинс (GBR)      | + 37.29"      |
| 5    | Tinkoff-Saxo                | Даниэле Беннати (ITA) Мануэле Боаро (ITA) Кристофер Юль-Йенсен (DEN) Николас Роч (IRL) Майкл Роджерс (AUS) Михаэль Вальгрен (DEN)        | + 46.59"      |
| 6    | Movistar Team               | Андрей Амадор (CRC) Алекс Даусетт (GBR) Иманоль Эрвити (ESP) Ион Исагирре (ESP) Адриано Малори (ITA) Яша Зюттерлин (GER)                 | + 51.37"      |
| 7    | Trek Factory Racing         | Фабиан Канчелара (SUI) Маркель Ирисар (ESP) Ярослав Попович (UKR) Джесси Серджент (NZL) Яспер Стёйвен (BEL) Кристоф Вандевалле (BEL)     | + 1' 01.47"   |
| 8    | Team Giant-Shimano          | Никиас Арндт (GER) Том Дюмулен (NED) Чед Хага (USA) Марсель Киттель (GER) Тобиас Людвигссон (SWE) Георг Прайдлер (AUT)                   | + 1' 26.60"   |
| 9    | Cannondale                  | Мацей Боднар (POL) Алессандро Де Марки (ITA) Михель Кох (GER) Кристиян Корен (SLO) Алан Мараньони (ITA) Петер Саган (SVK)                | + 1' 28.56"   |
| 10   | Garmin-Sharp                | Джек Бауэр (NZL) Тайлер Фаррар (USA) Себастьян Лангевельд (NED) Рамунас Навардаускас (LTU) Эндрю Талански (USA) Дилан ван Барле (NED)    | + 1' 44.80"   |
| 11   | FDJ.fr                      | Вильям Бонне (FRA) Давид Буше (BEL) Матьё Ладаньюс (FRA) Жоан Ле Бон (FRA) Лоран Пишон (FRA) Жереми Руа (FRA)                            | + 2' 05.08"   |
| 12   | Astana Pro Team             | Даниил Фоминых (KAZ) Джакопо Гварньери (ITA) Андрей Гривко (UKR) Танел Кангерт (EST) Алексей Луценко (KAZ) Лиуве Вестра (NED)            | + 2' 12.38"   |
| 13   | Team Katusha                | Максим Бельков (RUS) Павел Брутт (RUS) Владимир Гусев (RUS) Владимир Исайчев (RUS) Вячеслав Кузнецов (RUS) Гатис Смукулис (LAT)          | + 2' 14.35"   |
| 14   | Belkin Pro Cycling          | Стеф Клемент (NED) Рик Фленс (NED) Мартин Кейзер (NED) Вилко Келдерман (NED) Мартен Тьяллинги (NED) Роберт Вагнер (GER)                  | + 2' 28.16"   |
| 15   | Lampre-Merida               | Виннер Анакона (COL) Маттиа Каттанео (ITA) Роберто Феррари (ITA) Нельсон Оливейра (POR) Хосе Серпа (COL) Рафаэль Вальс (ESP)             | + 2' 30.08"   |
| 16   | RusVelo                     | Иван Балыкин (RUS) Сергей Климов (RUS) Сергей Лагутин (RUS) Артём Овечкин (RUS) Андрей Соломенников (RUS) Ильнур Закарин (RUS)           | + 2' 44.81"   |
| 17   | Topsport Vlaanderen-Baloise | Виктор Кампенартс (BEL) Питер Якобс (BEL) Ив Лампарт (BEL) Эдвард Тёнс (BEL) Гейс ван Хукке (BEL) Йелле Валлайс (BEL)                    | + 2' 45.29"   |
| 18   | CCC-Polsat-Polkowice        | Томаш Кендысь (POL) Ярослав Марыш (POL) Николай Михайлов (BUL) Марек Руткевич (POL) Бронислав Самойлов (BLR) Матеуш Тачак (POL)          | + 3' 36.90"   |
| 19   | Team Europcar               | Жером Кузен (FRA) Дэн Крейвен (NAM) Джимми Энгульвен (FRA) Ромен Гийемуа (FRA) Кристоф Керн (FRA) Янник Мартинес (FRA)                   | + 3' 52.06"   |
| 20   | Ag2r–La Mondiale            | Максим Буэ (FRA) Дамьен Годен (FRA) Алексис Гужар (FRA) Патрик Гретш (GER) Маттео Монтагути (ITA) Себастьян Туржо (FRA)                  | + 4' 05.91"   |
| 21   | Wanty-Groupe Gobert         | Франсуа де Греф (BEL) Тим де Труа (BEL) Томас Деган (BEL) Ян Гиселинк (BEL) Кевин ван Мельсен (BEL) Фредерик Вёхелен (BEL)               | + 4' 07.49"   |
| 22   | Lotto-Belisol               | Ларс Бак (DEN) Вегард Бреен (NOR) Адам Хансен (AUS) Грег Хендерсон (NZL) Пим Лигтхарт (NED) Максим Монфор (BEL)                          | + 4' 11.15"   |
| 23   | Caja Rural-Seguros RGA      | Хавьер Арамендия (ESP) Пельо Бильбао (ESP) Кароль Домагальский (POL) Омар Фраиле (ESP) Луис Мас (ESP) Антонио Пьедра (ESP)               | + 4' 29.70"   |
| 24   | Kolss Cycling Team          | Александр Головаш (UKR) Михаил Кононенко (UKR) Александр Квачук (UKR) Сергей Лагкути (RUS) Александр Поливода (UKR) Андрей Василюк (UKR) | + 4' 57.99"   |
| 25   | MG Kvis–Wilier              | Лиам Бертаццо (ITA) Маттео Бусато (ITA) Риккардо Донато (ITA) Маттиа Фраппорти (ITA) Андрей Нечита (ROM) Лоренцо Рота (ITA)              | + 5' 36.95"   |
| 26   | Rabobank Development Team   | Пётр Хавик (NED) Леннард Хофстеде (NED) Мерейн Коревар (NED) Сэм Оомен (NED) Ивар Слик (NED) Мартейн Тюсвелд (NED)                       | + 6' 01.11"   |
| 27   | Adria Mobil                 | Кристьян Файт (SLO) Бруно Мальтар (CRO) Матей Мугерли (SLO) Радослав Рогина (CRO) Примож Роглич (SLO) Клемент Штимуляк (SLO)             | + 6' 12.23"   |
| 28   | BDC-Marcpol                 | Павел Бернас (POL) Камиль Градек (POL) Блажей Яньчик (POL) Пётр Кирпша (POL) Ярослав Ковальчик (POL) Адам Стаховяк (POL)                 | + 6' 51.56"   |
| 29   | Team Ecuador                | Исаак Карбонель (ESP) Игинио Фернандес (ESP) Сегундо Наваретте (ECU) Хайме Ровира (ESP) Хорди Симон (ESP) Альберт Торрес (ESP)           | + 8' 08.46"   |